# Municipio de Bradshaw (Carolina del Norte)
El municipio de Bradshaw (en inglés: Bradshaw Township) es un municipio ubicado en el  condado de Mitchell en el estado estadounidense de Carolina del Norte. En el año 2010 tenía una población de 399 habitantes.

## Geografía
El municipio de Bradshaw se encuentra ubicado en las coordenadas 36°3′16.4″N 82°16′34.47″O / 36.054556, -82.2762417.